# ヘルマン・プリース

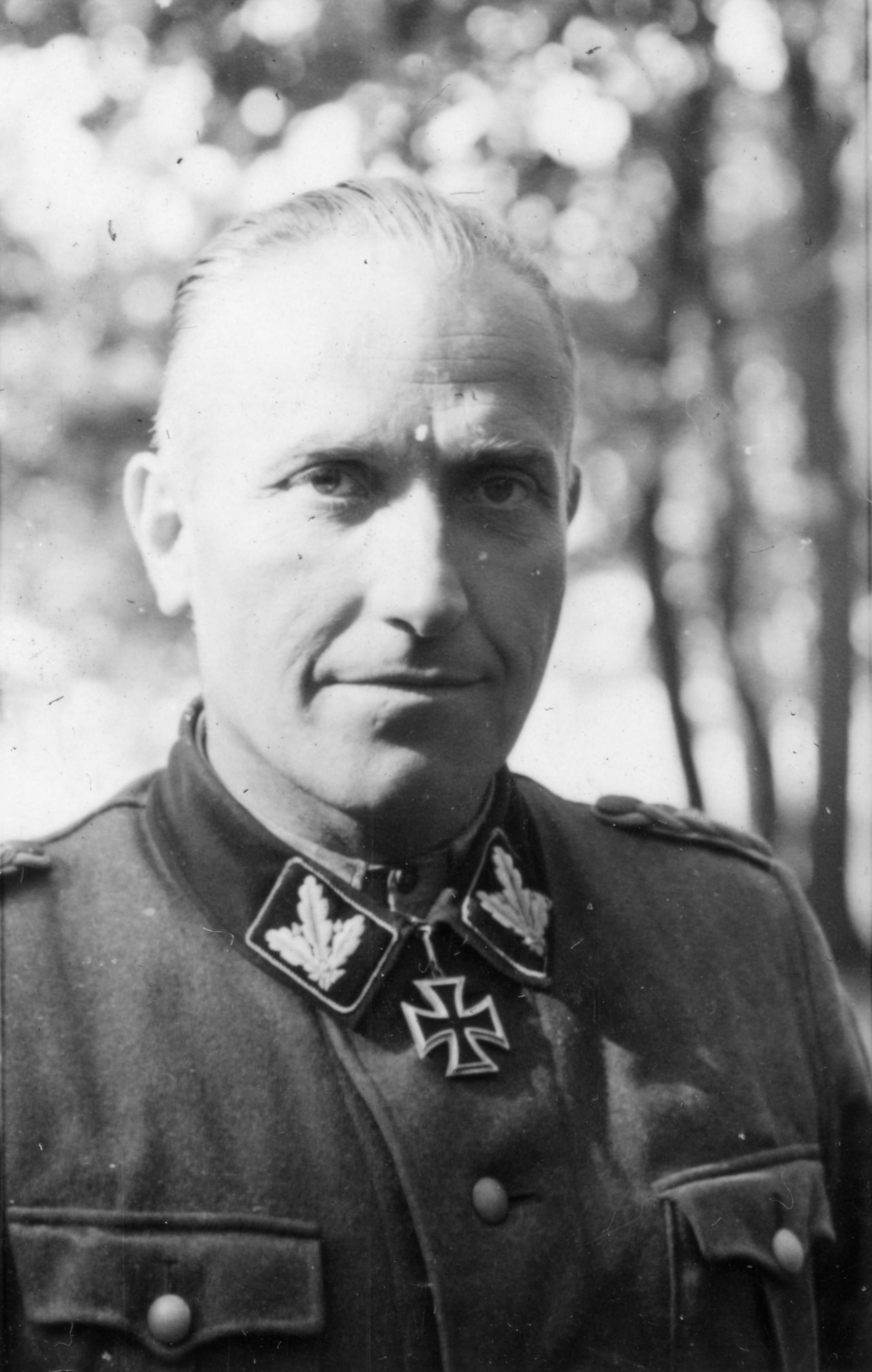
ヘルマン・プリース

ヘルマン・プリース（Hermann Prieß、1901年5月24日‐1985年2月2日）は、ナチス・ドイツの武装親衛隊の将軍。東部戦線で活躍した軍人。最終階級は親衛隊中将および武装親衛隊中将（SS-Gruppenführer und Generalleutnant der Waffen-SS）。

## 略歴
ドイツ東部のメクレンブルク出身。第一次世界大戦には出征していないが、大戦直後の1919年1月にバルト義勇軍に属してボルシェヴィキと戦い、この際に鉄十字章を受章している。その後、ヴァイマル共和国軍に勤務した。1934年に親衛隊特務部隊へ移籍にした。ポーランド戦に従軍し、一級鉄十字章を受章。続く西方戦ではテオドール・アイケの「髑髏師団」隷下の砲兵連隊長となった。アラスで英仏軍を撃破し、ドイツ軍がフランドルへ進攻する突破口を開いた。独ソ戦でも「髑髏師団」の中心として活躍。特に1941年にデミャンスク突出部がソ連軍に包囲された際の救援作戦に活躍。突出部を守り抜いた。1943年2月に師団長テオドール・アイケが戦死し、代わって「髑髏師団」の師団長に就任。1943年7月の「ツィタデレ作戦」では北方のビエルゴロドでの激闘を指揮した。作戦後もビエルゴロドやハリコフ西方でソ連軍と激戦。1943年9月に柏葉付騎士鉄十字章を受章。さらに1944年4月24日には柏葉・剣付騎士鉄十字章を受章している。1944年11月から第1SS装甲軍団「LAH」の司令官となり、12月のアルデンヌ攻勢でも活躍した。1945年2月にはハンガリーでソ連軍と戦った。
ドイツ敗戦後、ヨアヒム・パイパーらとともにベルギーでの米軍捕虜殺害事件に関する戦争犯罪の容疑で裁判にかけられ、25年の禁固刑に処された。1954年に釈放。